# 黄梦花
黄梦花（1920年7月24日—2007年8月1日），英文：Dr. Denny Mong-hwa Huang，香港知名医学家、政治家，前港英时代市局議員，香港上海总会創辦人。

## 生平
1920年7月生于当时的江苏南汇县，即今上海南汇区，祖籍浙江余姚县，父宦游内陆各地，故黄少时随父已精通中国各地方言，包括多种浙江方言、上海话、粤语、四川话及湘语。毕业于四川成都华西协和医科大学，今属四川大学华西医学院。1945年赴美国留学，毕业于纽约州立大学医学院而获得医学士学位。学成回国后曾协助筹办中华民国卫生部及广州中央医院（今广东省人民医院）。1948年移居香港。
1948年至1954年，黄于港英政府醫務署（今衞生署）专任医官。后受中英獎學金资助，负笈英国再度留学。于英國卡迪夫的威爾士大學專修胸科及結核病学，获得医科专门文憑。期间代表港英政府出席在英国倫敦举办的英聯邦国家醫學及結核病會議。之后游历歐洲数国，考察医学。再于苏格兰愛丁堡大學修讀內科，再获医学文憑。在游学欧洲近六年后回港，但辞去港英政府公职，而专心自行行医，尤精肺病、呼吸科，在港享有盛誉。
黄在行医之余参与香港政治，于1967年至1986年当选市政局議員。1982年被港英政府委任為太平紳士。1986年獲港督頒授OBE勳銜。亦被北京委任第七、第八届全国政协委员。2007年8月1日在香港病逝。
在1976年尾-1977年政府通過中大改制（取消書院教學權力）事件，身為崇基學院校董的黃對此表示不滿，並擬辭去校董一職以示抗議，惟最後接受挽留。

## 任职
黄亦是香港知名社会活动家，生前有多项社会委任，不完全列表包括：
- 黄信奉基督教，历任香港全國基督教大學同學會會長、副會長、義務秘書、顧問、常務委員等职[1]。
- 美國耶魯大學同學會香港分會會長
- 華西大學同學會會長
- 香港基聯中學校監
- 香港中文大學崇基學院校董
- 香港教師會義務醫學顧問
- 香港蘇浙同鄉會理事
- 香港黃族宗親會名譽會長等職

在医学学术方面，黄亦有任：
- 香港中華醫學會會董
- 香港西醫協會會長
- 香港醫務委員會委員[3]